# Tatort: Der Hammer
Der Hammer ist ein Fernsehfilm aus der Fernseh-Kriminalreihe Tatort. Der Film wurde vom WDR produziert und am 13. April 2014 von den Sendern Das Erste, ORF 2 und SRF 1 erstausgestrahlt. Er ist die 907. Folge der Tatort-Reihe, der 25. Fall mit dem von Axel Prahl und Jan Josef Liefers dargestellten Ermittlerduo Thiel und Boerne. Regie führte Lars Kraume, der auch das Drehbuch schrieb.
Thiel und Boerne ermitteln in der Folge gegen einen als Superhelden getarnten Serienmörder, der seine Opfer mit einem Hammer erschlägt.

## Handlung
Dr. Wolfgang Öhrie, ein einflussreicher Bauunternehmer, wurde in seinem Büro mit Säure angegriffen, mit einem Hammer erschlagen und anschließend aus dem Fenster auf die Straße geworfen. Mit der Waikiki-Oase hatte er in Münster ein umstrittenes Bauprojekt geleitet, von dem die Mitglieder einer Bürgerbewegung vermuten, dass es sich nicht um ein herkömmliches Wellness- und Erlebnisbad, sondern um ein riesiges Bordell handelt, das in Münster entstehen soll. Kommissar Frank Thiels Vater Herbert avanciert zu einem der Wortführer der Demonstranten gegen den Bau und richtet in seinem Haus die Kommandozentrale der Bürgerbewegung ein. Während einer Demonstration lässt er sich zusammen mit einer Freundin an ein Baustellenfahrzeug ketten. Münsters Bürger sind aufgebracht, denn die Häuser der Anwohner sind aufgrund ihrer Nähe zu dem geplanten Bordell von einem hohen Wertverlust betroffen.
Kurz darauf wird der Zuhälter Bruno Vogler in einem Münsteraner Parkhaus erschlagen aufgefunden. Neben einer trauernden Witwe und einer hysterischen Geliebten hinterlässt er einen handfesten Korruptionsskandal. Das Video der Überwachungskamera zeigt den maskierten Täter, der ein Superheldenkostüm trägt und mit einer Wasserpistole Säure auf das Opfer schießt, bevor er es erschlägt. Boernes Assistentin Silke Haller gibt den Hinweis, dass der Täter sich an dem Superhelden-Comic The Hunter aus den 70er Jahren orientiert. Boerne stellt fest, dass erneut ein Hammer die Mordwaffe war, mit der die Zahl „2“ auf die Stirn des Toten geschlagen wurde. Er untersucht erneut die Leiche des Bauunternehmers Öhrie und findet dort eine auf der Stirn eingeschlagene „1“. Vom Ehrgeiz gepackt, führt ihn seine akribische Recherche schließlich in einen Baumarkt, in dem er einen Schlagzahlhammer, wie ihn Forstarbeiter zur Markierung von Bäumen verwenden, findet. Durch Versuche an Schweineköpfen kann Boerne nachweisen, dass beide Opfer durch einen solchen Hammer zu Tode kamen.
Thiel zeigt Voglers Witwe Fotos vom Tatort. Ihr fällt auf, dass Vogler eine Zeitung bei sich hatte, obwohl er sonst nie gelesen hat. Auf der Zeitung finden sich Fingerabdrücke, die Boerne und Thiel auf die Fährte des wegen Betrugs vorbestraften Leif Claasen führen, der bereits mehrmals mit dem Unternehmen zusammengearbeitet hat, das den umstrittenen Bordellbau plant. Als sie mit einer Spezialeinheit bei seinem Haus eintreffen, finden sie ihn jedoch tot im Pool. Er wurde bereits vor mehreren Tagen auf die gleiche Weise ermordet wie die anderen Opfer und trägt eine „3“ auf der Stirn eingeschlagen. Es wird offensichtlich, dass der Mörder die Ermittler dorthin führen wollte. Im Computer können Beweise für Claasens Korruption sichergestellt werden.
Nachdem Thiel von Silke Haller drei der seltenen Hunter-Comics bekommen hat, liest er sie abends im Bett und schläft dabei ein. Als er aufwacht, ist er mit Handschellen an sein Bett gefesselt. Der als Superheld verkleidete Mörder steht vor ihm, stellt sich als „Der Hammer“ vor und erklärt Thiel, dass er ihn schon seit langem beobachtet und fotografiert. Er verstrickt den Kommissar in ein Gespräch über Gerechtigkeit und fragt, auf welcher Seite er stehe. Bevor er das Haus verlässt, fordert er Thiel auf, den korrupten Landrat Seelig zu überführen, ansonsten werde er diesen als Nächsten töten. Thiel ruft nach Boerne und kann sich mit seiner Hilfe befreien. Auf einer DVD, die der Mörder hinterlassen hat, sehen sie in einem Video, wie er Claasen zu einem Geständnis gezwungen hat, das Seelig belastet, aber nicht als Beweis vor Gericht verwendet werden kann.
Thiel will den Hammer-Mörder in eine Falle locken, indem er sich selbst als korrupt darstellt und so zum Lockvogel macht. Bei einem Gespräch mit Landrat Seelig im Tennisclub behauptet er, Beweise gegen ihn zu haben und sie zu vernichten, wenn er dafür bei einem späteren Treffen 50.000 Euro bekäme. Dieser Plan schlägt jedoch fehl. Statt des Landrats erscheint sein Anwalt, der Thiel mitteilt, dass eine Anzeige wegen Verleumdung und Erpressung gegen ihn gestellt wird. Der Hammer-Mörder hat zwar wie erhofft das Gespräch im Tennisclub beobachtet und erscheint am Treffpunkt, kann jedoch wieder fliehen. Am nächsten Tag wird Thiel von Staatsanwältin Klemm vom Dienst suspendiert, da sowohl Seelig als auch das Wirtschaftsdezernat gegen ihn vorgehen. Darauf übernimmt Thiels Assistentin Nadeshda Krusenstern die offiziellen Ermittlungen.
Thiel und Boerne arbeiten jedoch weiter an dem Fall. Sie schlussfolgern aus der Vorgehensweise des Mörders, dass er mit Forstwirtschaft oder Chemikalien zu tun haben muss und vermutlich Familie und Kinder hat, da er sich von Comics inspirieren lässt. Mit Hilfe von Nadeshda, die ihnen Zugriff auf Akten verschafft, können sie den möglichen Täterkreis auf wenige Personen einschränken, von denen Thiel schließlich den Chemiker Thomas Schuster als seinen nächtlichen Besucher wiedererkennt. Der Langzeitarbeitslose Schuster gehört zu den durch den Bordellbau geschädigten Münsteranern, ist nach einer Scheidung verarmt und darf seine Kinder nicht mehr sehen. Die Verdachtsmomente reichen für eine Hausdurchsuchung, die jedoch kein Ergebnis erbringt, woraufhin Nadeshda die Ermittlungen gegen den harmlos wirkenden Mann einstellt.
Thiel ist sich nach einem Gespräch mit Schuster jedoch seiner Sache sicher und observiert mit Boerne weiterhin Schusters Haus. Schließlich beobachten sie Schusters Katze, die in den Keller eines leerstehenden Nachbarhauses einsteigt, in dem ihr Besitzer seine Mordwerkzeuge, Säure-Vorräte und Opferfotos aufbewahrt. Der ertappte Schuster versucht ein weiteres Mal zu fliehen. Nach einer Verfolgungsjagd klettert er auf einen Kran an der Baustelle der Waikiki-Oase und droht hinunterzuspringen. Thiel folgt ihm und versucht, ihn mit einem Gespräch davon abzubringen. Dabei klagt Schuster darüber, dass sein Haus durch den geplanten Bordellbau nichts mehr wert sei und dass er ohne das Geld kein neues Leben anfangen könne. Er gibt Thiel den Hinweis auf umfangreiches Beweismaterial in seinem Keller gegen Landrat Seelig und springt schließlich vom Kran hinunter, landet jedoch auf einem Sandhaufen und überlebt verletzt. Im Keller findet Thiel tatsächlich das nötige Beweismaterial gegen Seelig und ist dadurch rehabilitiert.

## Hintergrund
Am 5. Oktober 2013 fand ein Casting für Komparsenrollen in Münsteraner Tatort- und Wilsberg-Folgen im Cineplex Münster statt. Der Einladung zum Casting folgten mehr als 1000 Bürger, die Casting-Agentur Eick zählte 1050 Bewerber.
Am 28. Oktober 2013 lud der Münsteraner Polizeipräsident Hubert Wimber per Radio die in Münster geborene Schauspielerin Mechthild Großmann ein, die im Münster-Tatort die Rolle der Staatsanwältin Wilhelmine Klemm spielt, sich während der Dreharbeiten zur nächsten Tatort-Folge über Behördenarbeit auszutauschen. Großmann nahm die Einladung in der WDR-Sendung MonTalk an.
In einer Drehpause während der Dreharbeiten zum Frankfurter Tatort wurde Regisseur und Drehbuchautor Lars Kraume auf ein „Privates Hammermuseum“ aufmerksam. Unter den unzähligen Hämmern befand sich ein Nummerierungsschlägel, der in der Forstwirtschaft zum Markieren von Bäumen verwendet wird und Kraume für das Drehbuch zur Folge Der Hammer inspirierte. Nach der Produktion wurde das Tatwerkzeug dem Hammermuseum überlassen.

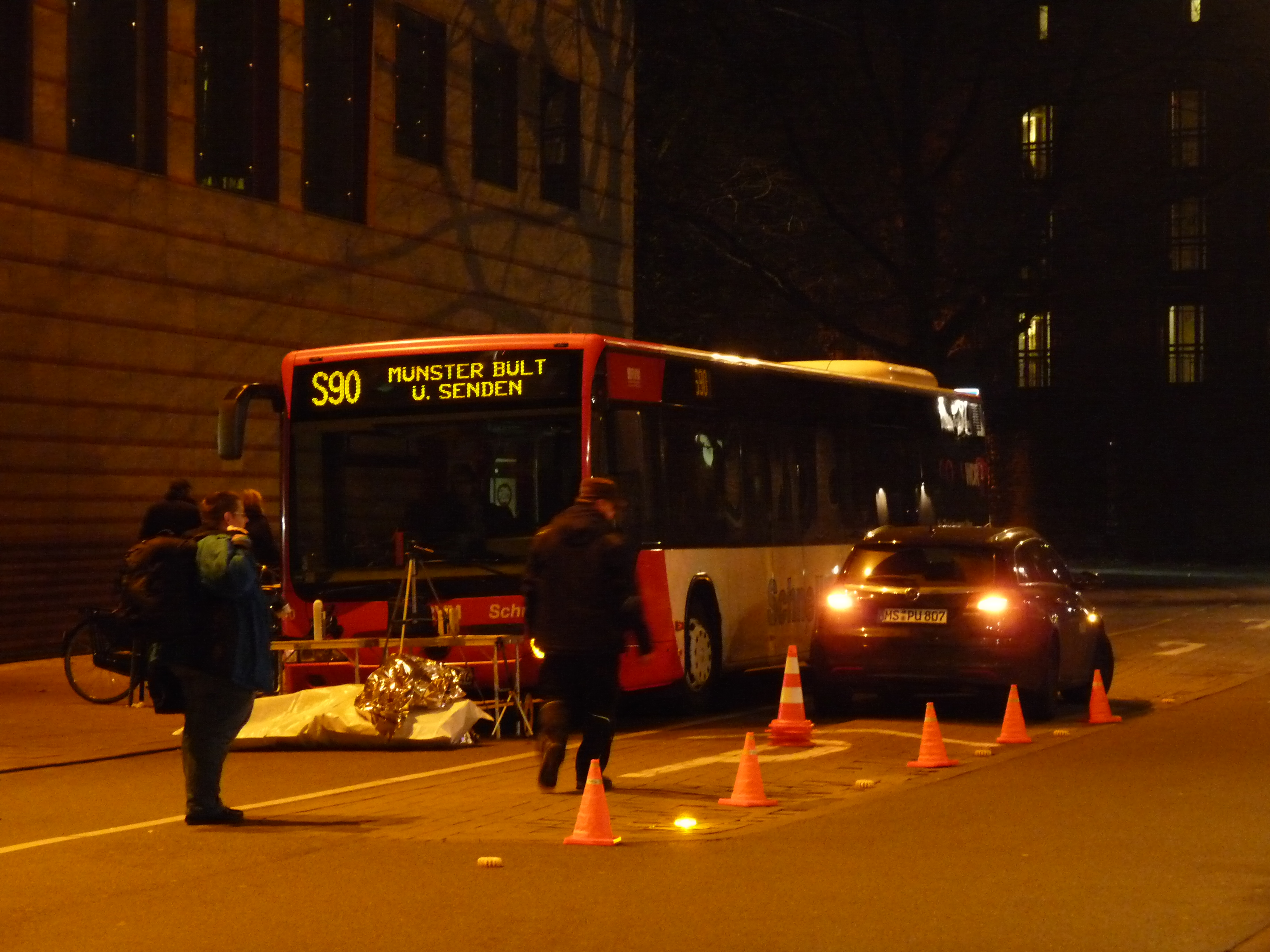
Dreharbeiten zwischen der Clemenskirche und der Raphaelsklinik

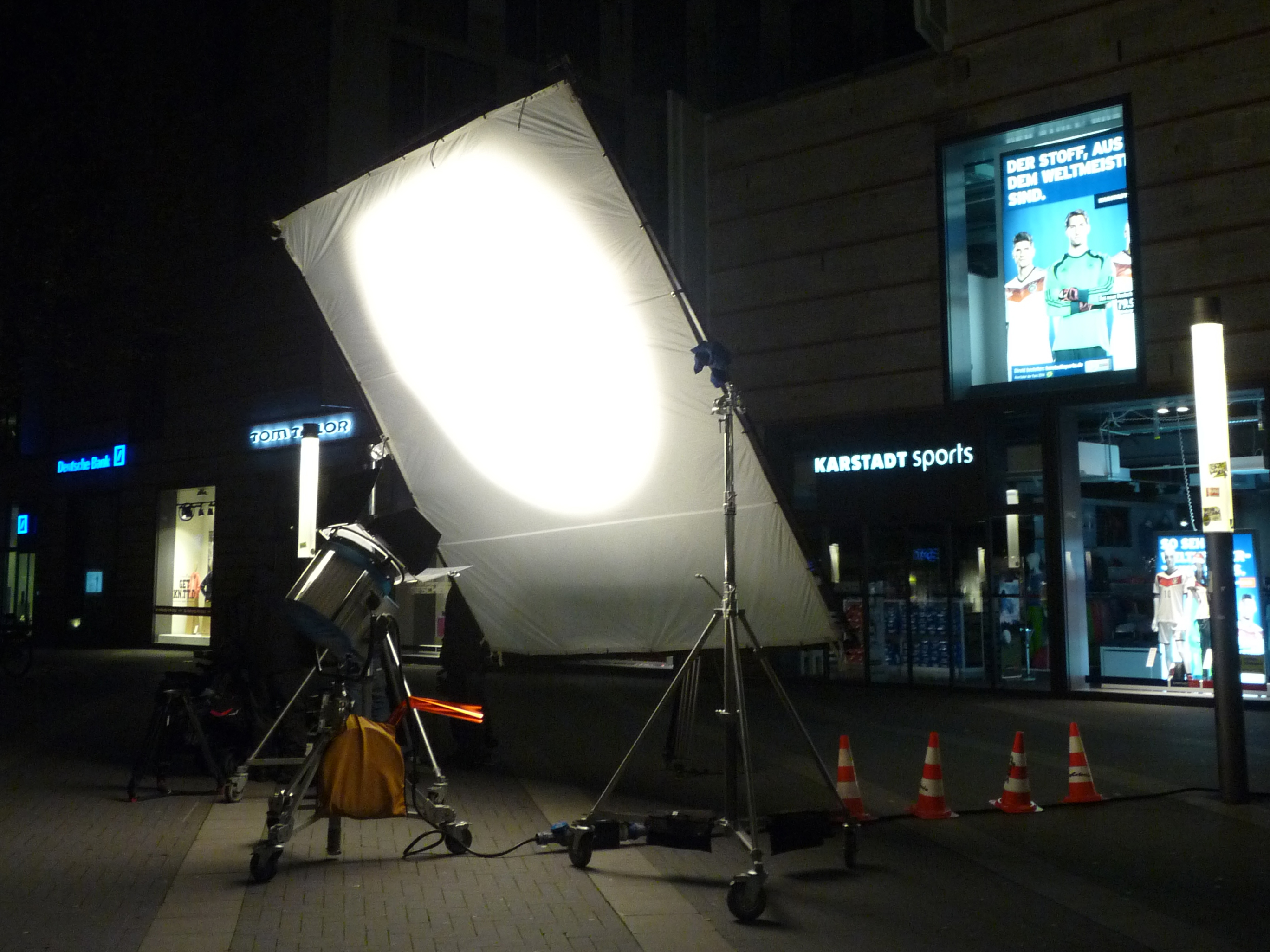
Dreharbeiten an der Stubengasse

Die Dreharbeiten begannen am 7. November 2013 in Leichlingen. In den Abendstunden des 16. November 2013 sowie des Folgetages entstanden Außenaufnahmen mit Axel Prahl und Jan Josef Liefers am Treff-Hotel an der Stubengasse in Münster. Am 17. November 2013 fand in den Abendstunden ein Pressetermin mit Axel Prahl und Friederike Kempter am Prinzipalmarkt nahe der Lambertikirche statt, bevor die Dreharbeiten erneut in der Stubengasse rund um das Treff-Hotel aufgenommen wurden. Dort entstanden zwischen der Clemenskirche und der Raphaelsklinik die Szenen, in denen ein Busfahrer beinahe die aus dem Fenster geworfene Leiche des Bauunternehmers Wolfgang Öhrie überfährt. Am 28. November 2013 und dem Folgetag wurde in einer Privatwohnung in der Siebengebirgsallee in Köln-Klettenberg gedreht. Das Ende der Dreharbeiten erfolgte am 7. Dezember 2013.
Mit einem Foto von den Dreharbeiten, das ihn in der Rolle des Gerichtsmediziners Boerne am Seziertisch mit zwei Schweineköpfen zeigt, und dem Kommentar „Wochenende – Zeit für ein gutes Gespräch unter Freunden!“ sorgte der Schauspieler Jan Josef Liefers nach der Veröffentlichung bei Facebook für Aufregung, in dessen Verlauf er am 25. November 2013 für mehrere Stunden vorübergehend von Mitarbeitern der Internet-Plattform gesperrt wurde. Die Westfälischen Nachrichten führten eine Umfrage mit der Fragestellung „Das Foto von Jan Josef Liefers und den Schweineköpfen ist…“ durch, an der sich 352 Leser beteiligten. Jeweils 45 Leser (12,78 %) antworteten, das Bild sei „geschmacklos“ bzw. „witzig“. 262 Leser (74,73 %) vertraten die Meinung „Halb so schlimm. Ich verstehe die Aufregung nicht.“

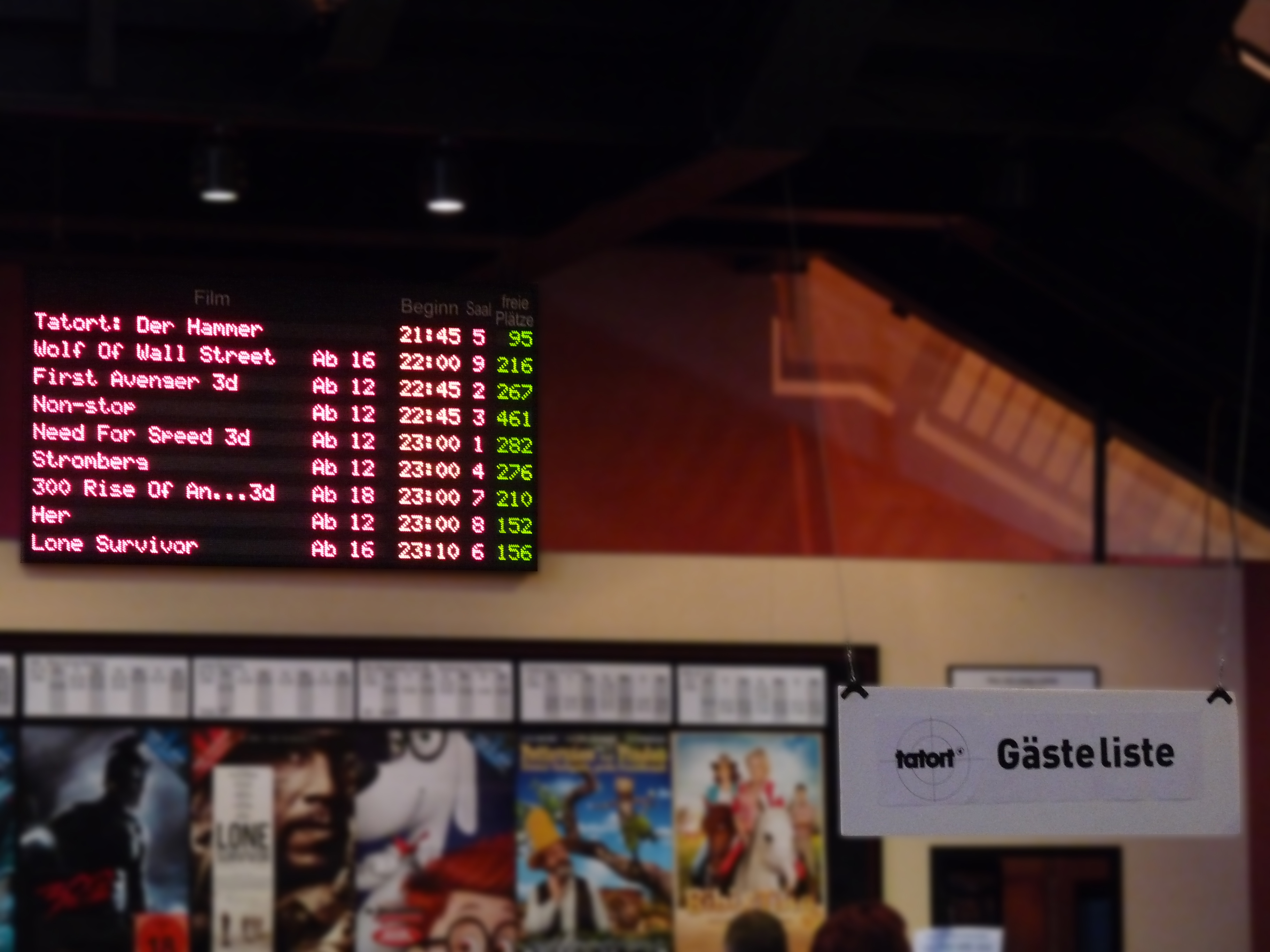
Premiere im Cineplex Münster

Die Kinopremiere im Cineplex Münster wurde am 27. März 2014 vom Filmservice Münster.Land, dem WDR und den Münsterischen Filmtheater-Betrieben präsentiert. Bei der Premiere waren die beiden Hauptdarsteller Jan Josef Liefers und Axel Prahl anwesend, für die sie die Dreharbeiten der nächsten Folge Mord ist die beste Medizin unterbrachen. Zudem waren ARD-Intendant Tom Buhrow, der Münsteraner Oberbürgermeister Markus Lewe, Titus Dittmann sowie die Darsteller Christine Urspruch, Claus D. Clausnitzer, Friederike Kempter, Mechthild Großmann, Xenia Seeberg und Gesche Tebbenhoff bei den Vorführungen vor Ort. Ebenso wohnte Frank Zander, der in der Folge in einer Gastrolle zu sehen ist, der Kinopremiere bei.
Lars Kraume führte bereits 2003 in der Folge Sag nichts des Münster-Tatorts Regie.
Mit Frank Zander spielte nach der Münsteraner Folge Summ, Summ, Summ aus dem Jahr 2013, in der Roland Kaiser zu sehen war, erneut ein Musiker eine Gastrolle. Nach der Suspendierung von Hauptkommissar Frank Thiel durfte Nadeshda Krusenstern nach zwölf Jahren und 25 Episoden ihren ersten Fall lösen.
Thiels Schlussfolgerung, der Täter müsse Kinder haben, weil er sich einer Comicfigur bedient, ist deshalb nicht nachvollziehbar, da The Hunter nach Alberichs Aussage aus den 70ern stammt und von daher eher eine eigene Idolfigur des Täters ist. Dass der Täter tatsächlich Kinder hat, die bei seiner geschiedenen Ehefrau leben und er sie nicht sehen darf, spielt nur ganz am Rande eine Rolle. Alberich besorgt Thiel drei Hefte der Hunter-Reihe, die als Sammlerstücke zusammen 87,- Euro kosteten. Für die Ermittlungen spielen sie aber keine Rolle. Die Zeichnungen für die fiktive Comicreihe wurden vom Schweizer Comickünstler David Boller gestaltet, allerdings mit Rechtschreibfehlern.
Tatsächlich wurde im Frühjahr 2014 der Bau eines Freizeitbades in Münster im Kommunalwahlkampf thematisiert. Zudem wurde Anfang April 2014 der Bau eines Hotels am Dortmund-Ems-Kanal im Osten Münsters vom Planungsausschuss, Hauptausschuss und Rat abgelehnt, da dieser bei 103 geplanten Betten auf engstem Raum in 45 Zimmern die Vermutung nahelegte, dass es sich um ein geplantes Stundenhotel handeln könne, zumal kein gemeinsam nutzbarer Frühstücksraum, sondern eine kleine Küchenzeile in jedem einzelnen Zimmer vorgesehen war. Daraufhin wurde der Bebauungsplan für das Grundstück an der Wolbecker Straße geändert, so dass zukünftig weder ein Hotel noch ein Bordell an dieser Stelle entstehen kann.

## Rezeption

### Einschaltquoten
Mit 12,78 Millionen Zuschauern und einem durchschnittlichen Marktanteil von 35,0 Prozent war Der Hammer die erfolgreichste Tatort-Folge der fünfzehn bis dahin ausgestrahlten Episoden des Jahres 2014 und holte zugleich den Tagessieg. Der Folge fehlten lediglich 30.000 Zuschauer, um den Rekord der bisher einschaltquotenstärksten Folge des Münsteraner Tatorts Summ, Summ, Summ aus dem Jahr 2013 zu schlagen. Auch beim jüngeren Publikum zwischen 14 und 49 Jahren erreichte die Ausstrahlung mit 28,2 Prozent Marktanteil einen hohen Wert. Auffällig war, dass sogar unter den 14- bis 29-Jährigen mit 20,6 Prozent Marktanteil ungewöhnlich viele Zuschauer erreicht werden konnten.
In Österreich wurden 821.000 Zuschauer erreicht und damit eine durchschnittliche Reichweite von 11 % sowie ein Marktanteil von 26 % erzielt.

### Kritik
Der Film wurde überwiegend positiv bewertet.

#### Überwiegend positive Kritiken
Jens Szameit vom Weser-Kurier vertritt die Meinung, Regisseur und Drehbuchautor Lars Kraume zeige „spektakulär auf, zu was die oft unterforderten »Tatort«-Publikumslieblinge Boerne und Thiel im Idealfall fähig sind“. Der titelgebende Maskierte sehe „kauziger als seine Kollegen aus den US-Blockbustern“ aus und passe in den Film, der „genau der richtige Fall für das Klamauk-Duo“ sei, denn Kraume „tariert Komik und Schockeffekte wunderbar aus in einem Krimi, den man zu den allerbesten der unangefochtenen Publikumslieblinge aus Münster zählen muss“. Dass Kraumes „ansonsten sehr ernsthafter Stil zum Schmunzelgespann aus Münster passen würde, hätte man gar nicht zwingend gedacht“, doch Thiels und Boernes „Frotzeleien [sind] diesmal auf Top-Niveau“ und gleich „der Einstieg ist famos geraten“. „Die Komik ist indes niemals aufgesetzt, sie platzt bitterböse heraus aus einer doch recht gruseligen und im Kern sogar tragischen Geschichte“, die „stimmungsvoll unterlegt mit Gänsehautmusik“ daherkomme. Szameit freut sich, man müsse „unendlich dankbar sein um den Eifer, die Sorgfalt und den Einfallsreichtum hinter dieser herausragenden »Tatort«-Arbeit“, denn „im Grunde wäre der Aufwand gar nicht nötig gewesen“, „Quotenkönige wären Boerne und Thiel ganz sicher auch mit Business as usual geblieben“.
Rainer Tittelbach urteilt, „an Einfällen und dramaturgischen Besonderheiten mangelt“ es der Folge nicht, „gewitzelt wird dafür mit gebremstem Schaum“. „Die Stimmungslagen sind vielfältig, der Film enthält viele attraktive Einzelszenen, viele Nacht-Aufnahmen, originelle Situationen, vier telegene Leichen, einen verhältnismäßig dramatischen Showdown und sogar mit ein bisschen Action kann Lars Kraume dienen“, fährt Tittelbach fort. Mit „markigen Worten“ und einer „albernen Maske“ greift „ein kostümierter Superheld als Serienkiller“ zum titelgebenden Tatwerkzeug. Diese „irrwitzige Erfindung […] passt zum skurrilen »Tatort«-Team aus Münster“, ist Tittelbach überzeugt. Kraume hat diese Folge „maßgeblich zu verantworten“, in der er „die ganze Verzweiflung einer gescheiterten Existenz“, konträr „zu der Tonlage, die der Zuschauer“ vom Münsteraner Tatort „gewohnt ist“, inszeniert. Er „belässt trotz der Comic-Held-Anleihen den Krimifall überraschend ernsthaft, legt viel Drama und Empathie in die Geschichte des verlorenen kleinen Mannes und verzichtet gleichzeitig nicht auf komische Einlagen“ und auch „das Gefrotzel zwischen Thiel und Boerne, Boerne und Alberich hält sich in Grenzen“. Frank Zander mimt in einem „schrägen Gastauftritt“ einen „Zuhälter von imposanter Gestalt“. Die Folge bewege sich „zwischen Ernst und Hysterie“, während „der vordergründige Witz […] zugunsten einer eher ästhetischen Ironisierung zurückgefahren“ wird. Tittelbach vergab der Folge vier von sechs möglichen Punkten.
Thomas Ays von moviesection konstatiert, Kraume bleibe „den klar definierten Regeln von Münster treu“ und setzt wie gewohnt auf „ein paar lockere Sprüchchen und Gags, skurrile Figuren, ebensolche Mordfälle und ein Ermittlerduo, was sich irgendwie mag und irgendwie auch nicht“. In der Folge Der Hammer wird es „mitunter aber ernst“, weswegen die „eher gesellschaftlich-kritische Geschichte mit allerhand Dialogwitzen und Gageinlagen aufzulockern“ versucht wird. „Das passt oft ganz gut, und einige richtig gute Lacher lassen sich diesem Fall ebenfalls entlocken“, jedoch „tritt die Ermittlung angesichts dieser Entscheidungen definitiv in den Hintergrund, und es nimmt ihr auch Glaubwürdigkeit“. Die Folge sei „kein schlechter »Tatort« aus Münster geworden, eher einer, der kreativ inszeniert und geschrieben wurde und gleichzeitig einiges zu erzählen hat“. Es störe lediglich, „dass man relativ schnell weiß, wo alles enden wird“. Zusammenfassend vergab Ays vier von fünf möglichen Punkten.
Die Redaktion von Kino.de ist der Meinung, die Folge zeige „das Münsteraner Rekord-Duo in einer gewohnt sehenswerten Mischung aus Krimi und Komödie, allerdings mit recht skurrilem Täter“. „Anderswo wäre der Mörder in Strumpfhose eine Witzfigur, selbst wenn sein Werk tödlich ist“, doch „eine derart bizarre Mordserie kann sich vermutlich nur der »Tatort« aus Münster leisten“ mit einem Täter, der „die Toten durchnummeriert“. Regisseur und Drehbuchautor Lars Kraume sei „eine solide Gratwanderung gelungen“, bei dieser „wirken die Slapstick-Einlagen nicht wie Fremdkörper“. „Die Qualität des Films“ erwachse aus dem Drehbuch. Den Protagonisten gelinge ein „großes Schauspiel, weil Prahl und Liefers ihre Figuren mit vollem Ernst sowie einer wunderbaren Mischung aus ebenso komischer wie würdevoller Verzweiflung versehen“. „An der Seite der beiden Stars bleiben den anderen Darstellern zwangsläufig nur noch Nebenrollen“ in dieser Folge. „Nur kurz, aber dafür prägnant ist der Auftritt von Sänger Frank Zander“, „die Dialoge sind ebenso ein Vergnügen“ und „das Finale […] sorgt für einen angemessen spannenden Schluss“.
Die Redaktion der TV Today resümiert, die Folge schlage „einen deutlich seriöseren Ton an“, als dies bei vorherigen Episoden der Fall war, Thiel und Boerne ermitteln „ernst wie nie“ und „die neue Münsteraner Ernsthaftigkeit – passt“. „Die berüchtigten Kabbeleien“ der beiden Hauptakteure sei in dieser Folge „deutlich reduziert“, „die sparsam gesetzten Sprüche treffen aber“. „Statt einer Krimikomödie inszeniert Genrespezialist Lars Kraume […] mit Brutalität, bedrohlicher Musik und ausgebleichten Farben einen düsteren Kriminalthriller“. Die Folge erhielt zwei von drei möglichen Punkten.
Felix Müller von der Rheinischen Post freut sich, dass „mit den reichlich auserzählten Figuren“ in der Jubiläumsfolge „noch einmal ein echter Knaller“ gelungen sei, „vielleicht die beste Münster-Comedy seit Jahren“. Frank Zander spiele seine Gastrolle „umwerfend komisch“. Zudem enthalte die Folge „wunderbare skurrile Einfälle“ und Drehbuchautor und Regisseur Lars Kraume „hat vor allem ein feines Händchen dafür, der Thiel-Figur einiges an Verzweiflungs-Komik abzugewinnen“. „Schon für die wenigen Sekunden, in denen wir Frank Zander in seiner kleinen Gastrolle zusehen dürfen, lohnt sich dieser »Tatort«“, lautet die Einschätzung weiter. Die Auflösung des Falls hingegen sei „keineswegs sein Höhepunkt“. „Es ist vielmehr die Figurenkonstellation, es ist die erkennbare Spielfreude auch von Nebenfiguren“, die von Christine Urspruch, Mechthild Großmann sowie Friederike Kempter. Müller räumt ein, „ja, es gibt komplett überdrehte Situationen, aber sie sind lustig, und sie bringen die wirklich ernsten und auch tragischen Seiten dieser Geschichte zum Leuchten. So absurd sie auch sein mag.“
Angelika Zahn vom Focus urteilt, „im aktuellen Fall steht das Klamaukige im krassen Gegensatz zu einem düsteren, grausamen Fall […] und wirkt deshalb mehr als einmal deplatziert.“ Die Folge sei „unheimlich“, denn „so albern und skurril sich der selbsternannte Superheld »Der Hammer« in seinem zusammengeschusterten Kostüm und seiner Plastik-Wasserpistole präsentiert, so erbarmungslos rechnet er mit seinen Opfern ab“. „Frank Zander mimt das zweite Mordopfer, einen fiesen Zuhälter, was man ihm zu 100 Prozent abnimmt“, urteilt Zahn weiter. Die Folge bleibe „spannend bis zur letzten Minute“, so dass Zahn zum „einschalten“ rät, da die Episode „ein sehenswerter »Tatort« mit vielen Überraschungsmomenten“ sei.

#### Überwiegend negative Kritiken
Nach Urteil von dpa-Korrespondenten Carsten Linnhoff „gelingt der sonst typische Spagat zwischen Komödie und Krimi diesmal nicht“. „Das Ensemble spielt sich gekonnt wie immer die Lacher zu“, „die Thriller-Elemente aber wirken bieder“ und „der Serienmörder kommt als Witzfigur daher“. Doch „nicht nur die aufgemotzten Thriller-Phasen wirken aufgesetzt“, sondern „auch Thiels Versuch, als vermeintlich korrupter Polizist einem Politiker eine Falle zu stellen, geht nicht nur filmisch mächtig schief“. Linnhoff ist der Meinung, „hier hat das Drehbuch Schwächen“. Auch die nur „kurze Einlage für Entertainer Frank Zander“ sei mit dessen Ermordung „viel zu schnell“ beendet, „denn die Figur der Rotlicht-Größe verkörpert Zander überzeugend“.